# 何克抗
何克抗（1937年—2021年6月6日），男，广东大埔人，中国计算机软件专家、教育家，曾任东北师范大学荣誉教授（终身教授），北京师范大学现代教育技术研究所所长。

## 生平
1963年毕业于北京师范大学物理系无线电专业研究生毕业，1993年12月被国务院学位委员会批准为我国第一位教育技术学博士生导师。

## 奖项和荣誉
1978年以来，先后六次获国家教委和北京市科技进步奖其中二等奖四次，三等奖两次，一次获北京国际发明展览金奖。
1997年獲選成为美国纽约科学院院士。